# عصفور بسيط الظهر
عصفور بسيط الظهر أو عصفور زيتوني الظهر (الاسم العلمي: Passer flaveolus) (بالإنجليزية: Plain-backed Sparrow)‏ هو نوع من الطيور يتبع جنس العصفور من فصيلة عصافير العالم القديم.